# Kypello Ellados 1938-1939
La Coppa di Grecia 1938-1939 è stata la 3ª edizione del torneo. La competizione è terminata il 28 maggio 1939. L'AEK Atene ha vinto il trofeo per la seconda volta, battendo in finale il PAOK.

## Ottavi di finale
| Squadra 1           | Risultato   | Squadra 2       |
| ------------------- | ----------- | --------------- |
| AEK Atene           | 7 – 0       | Aris Pireo      |
| Ellas Florina       | 1 – 6       | PAOK            |
| Olympiacos          | 13 – 0      | EGO Herakleo    |
| Nikī Volo           | 1 – 2 (dts) | Ethnikos Pireo  |
| Olympiakos Patrasso | 1 – 5       | Apollōn Smyrnīs |
| Aspis Xanthi        | 1 – 2       | Īraklīs         |
| Panathīnaïkos       | 4 – 1       | Elpida Drama    |
| Arīs Salonicco      | 8 – 1       | Asteras Atene   |

## Quarti di finale
| Squadra 1       | Risultato   | Squadra 2      |
| --------------- | ----------- | -------------- |
| Apollōn Smyrnīs | 1 – 1       | AEK Atene      |
| PAOK            | 3 – 2       | Īraklīs        |
| Olympiacos      | 2 – 0 (dts) | Panathīnaïkos  |
| Ethnikos Pireo  | 2 – 2       | Arīs Salonicco |

Rigiocate
| Squadra 1       | Risultato | Squadra 2      |
| --------------- | --------- | -------------- |
| Apollōn Smyrnīs | 1 – 3     | AEK Atene      |
| Ethnikos Pireo  | 2 – 0     | Arīs Salonicco |

## Semifinali
| Squadra 1  | Risultato    | Squadra 2      |
| ---------- | ------------ | -------------- |
| Olympiacos | 0 – 2 a tav. | AEK Atene      |
| PAOK       | 4 – 0        | Ethnikos Pireo |

## Finale
| Arbitro: | Stayros Chatzopoulos |

|                                 |           |               |
| Chatzistavridis 43’ Manetas 73’ | Marcatori | 31’ Ioannidis |